# Tripyla bulbifera
Tripyla bulbifera är en rundmaskart. Tripyla bulbifera ingår i släktet Tripyla och familjen Tripylidae. Inga underarter finns listade i Catalogue of Life.